# Дельта Льва
Дельта Льва (δ Leo, δ Leonis) — кратная система в созвездии Льва. Имеет несколько исторических названий:
- Зосма — от греческого пояс. Однако, возможно, здесь вкралась ошибка транслитерации, и исходное слово означало поясница[1].
- Духр[2] — от арабского спина Льва.

Зосма является белой звездой главной последовательности спектрального класса A4. Возможно, звезда является переменной типа Дельты Щита и этим объясняется, что её звёздная величина меняется на 0,03m.
Имея большую массу, чем Солнце, Зосма будет жить меньше него: в следующие 600 млн лет превратится в оранжевого или красного гиганта, а затем закончит свою жизнь как относительно массивный белый карлик.
Зосма имеет, по крайней мере, одного компаньона на расстоянии 191 угловых секунд с видимой звёздной величиной +9m. Возможно существует и третий компаньон с видимой звёздной величиной +13m
Принадлежит к движущейся группе звёзд Большой Медведицы.